# Blacus brevichorus
Blacus brevichorus är en stekelart som beskrevs av Van Achterberg 1988. Blacus brevichorus ingår i släktet Blacus och familjen bracksteklar. Inga underarter finns listade.